# Station thermale de Vittel
La station thermale de Vittel, située dans le département des Vosges en région Grand Est, bénéficie d'une renommée séculaire. Les propriétés curatives de ses eaux sont particulièrement prisées dans le traitement des affections digestives, des troubles métaboliques, de la rhumatologie, ainsi que des infections urinaires.

## Patrimoine thermal
La maison du patrimoine permet de se documenter sur l'histoire de Vittel et notamment sur son histoire thermale. L'ensemble des constructions thermales ont été inscrites aux monuments historiques en 1990.
Les thermes accueillent des œuvres des architectes Charles Garnier, Fernand César et Auguste Bluysen. On y trouve un édicule qui abrite la source des Demoiselles (1859), l'établissement thermal (1884), le hall de l'établissement thermal (1905), la grande galerie (1897 à 1938), le palmarium avec sa piscine couverte (1911 à 1936), et le pavillon de la Grande-Source (1930). Les thermes sont inscrits au titre des monuments historiques par arrêté du 22 novembre 1990.

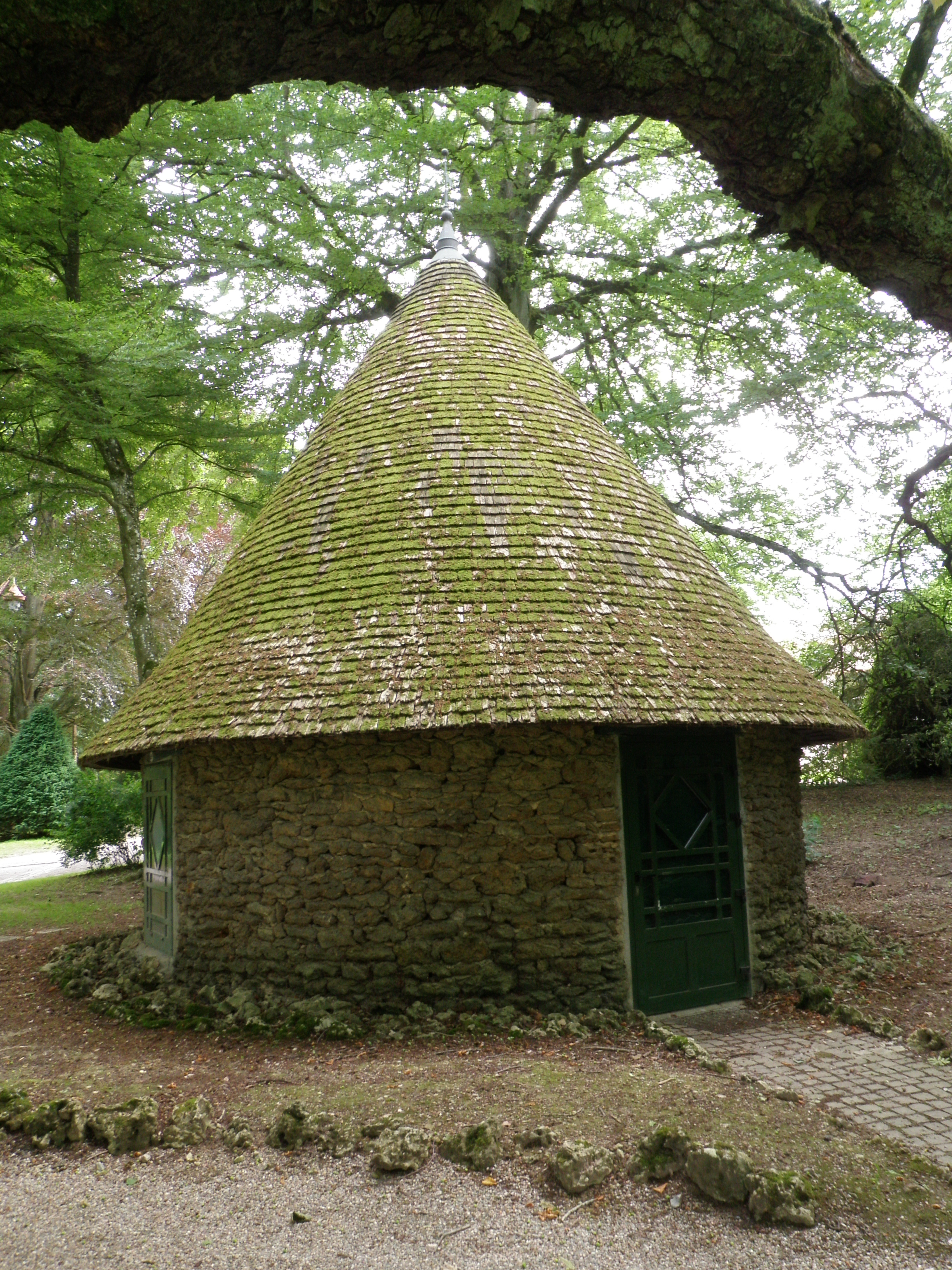
Source des Demoiselles.
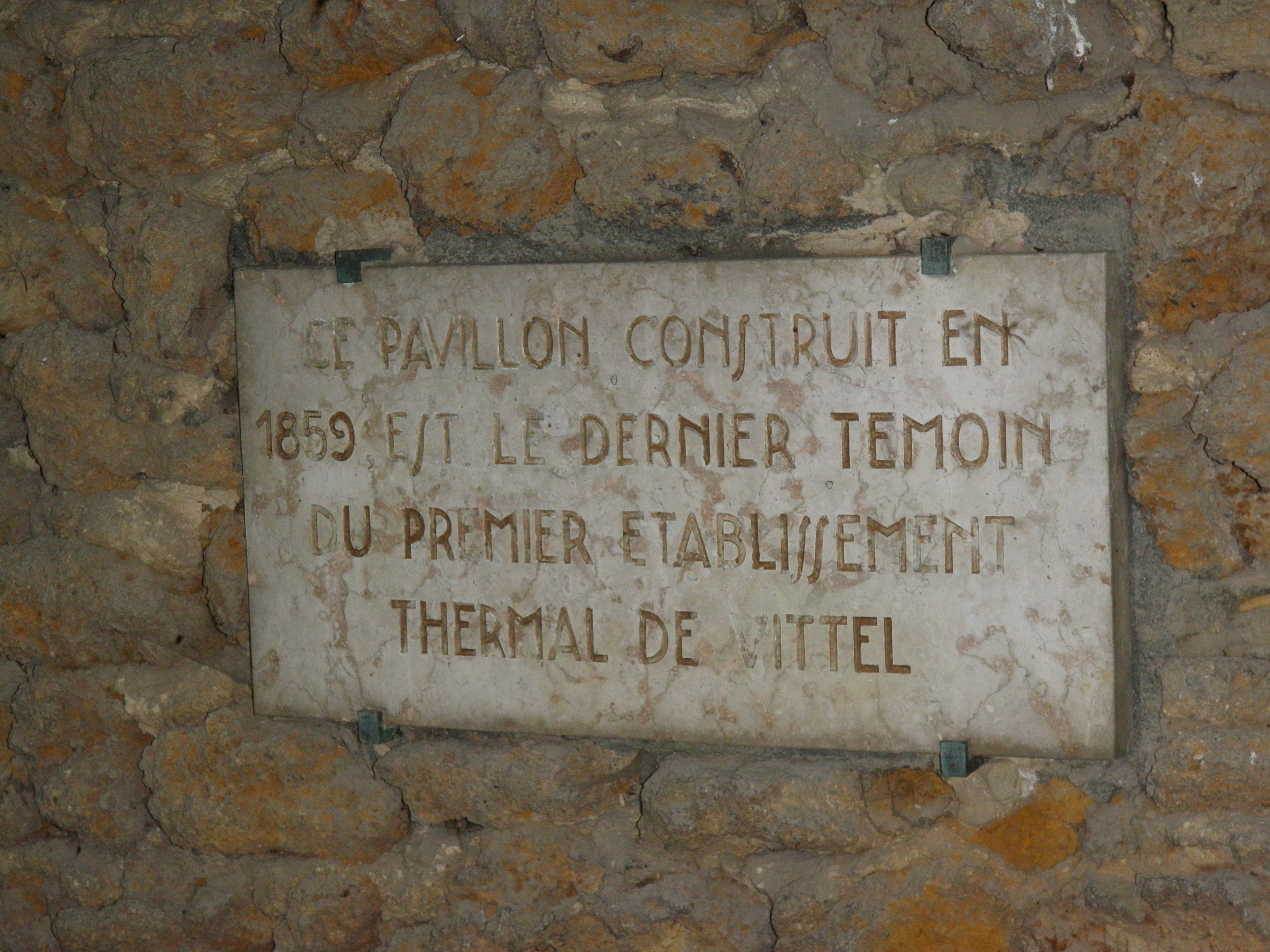
Panneau sur le pavillon de la Source des Demoiselles.
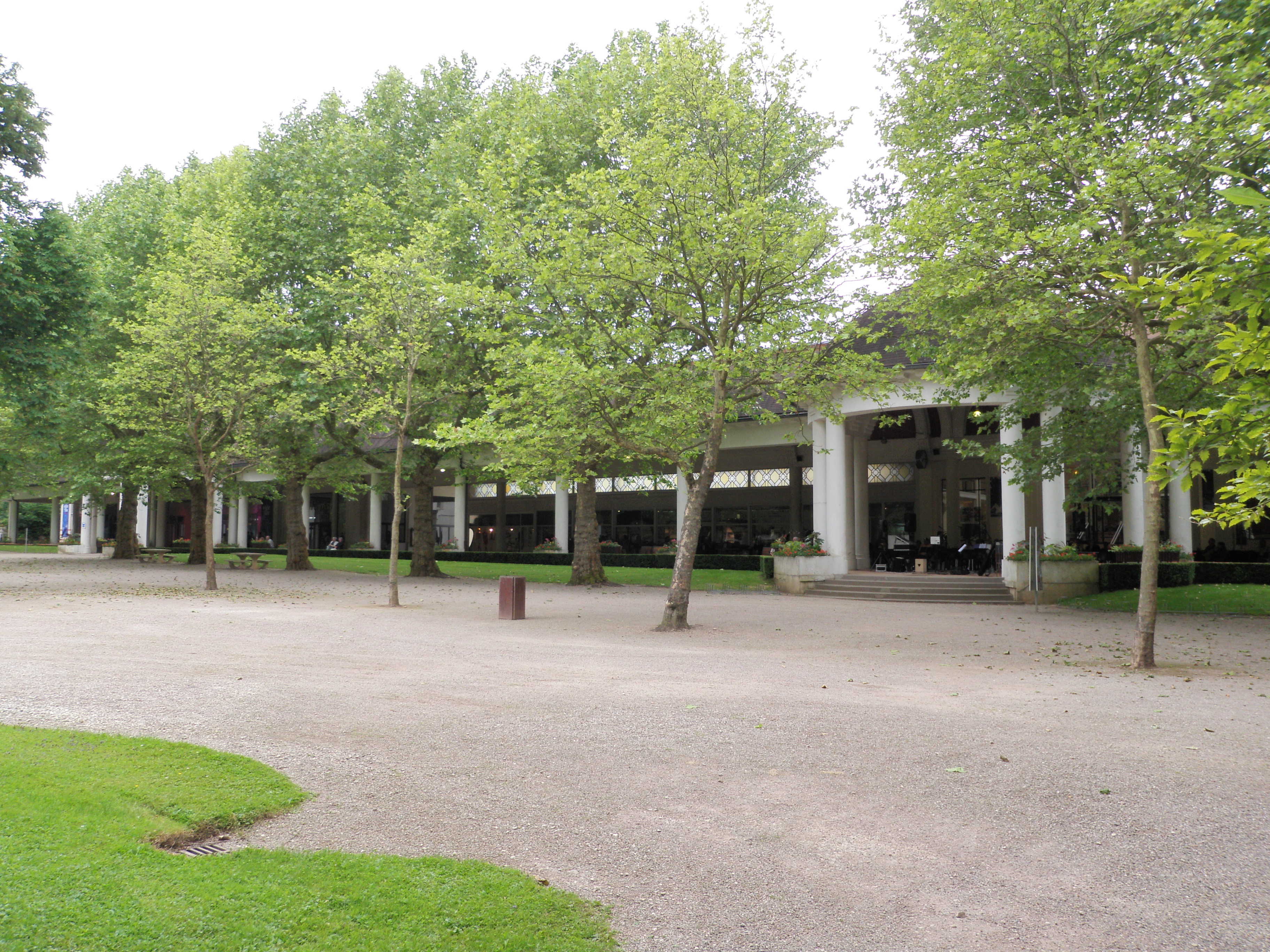
Grande galerie.

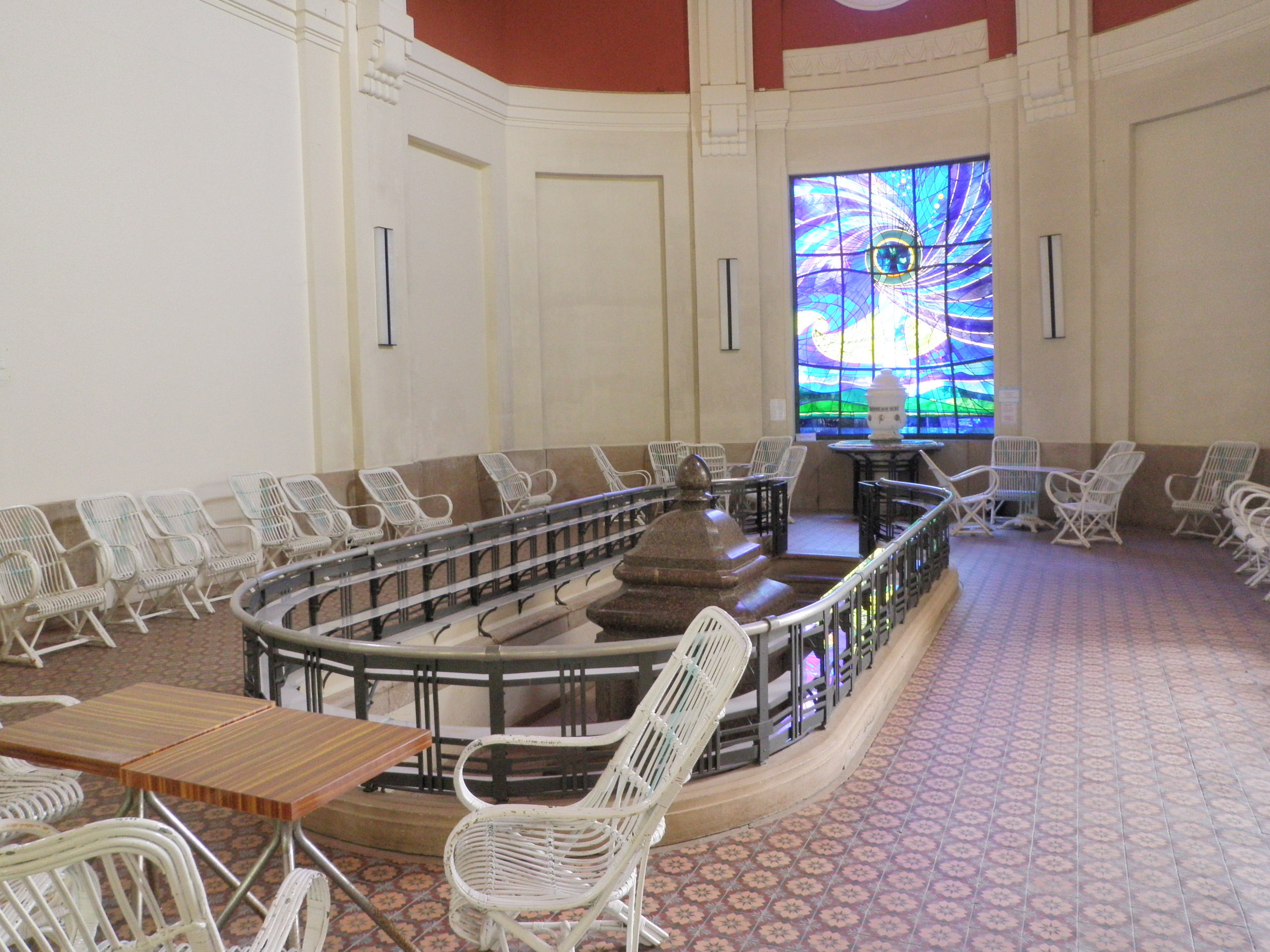
Source Hépar.
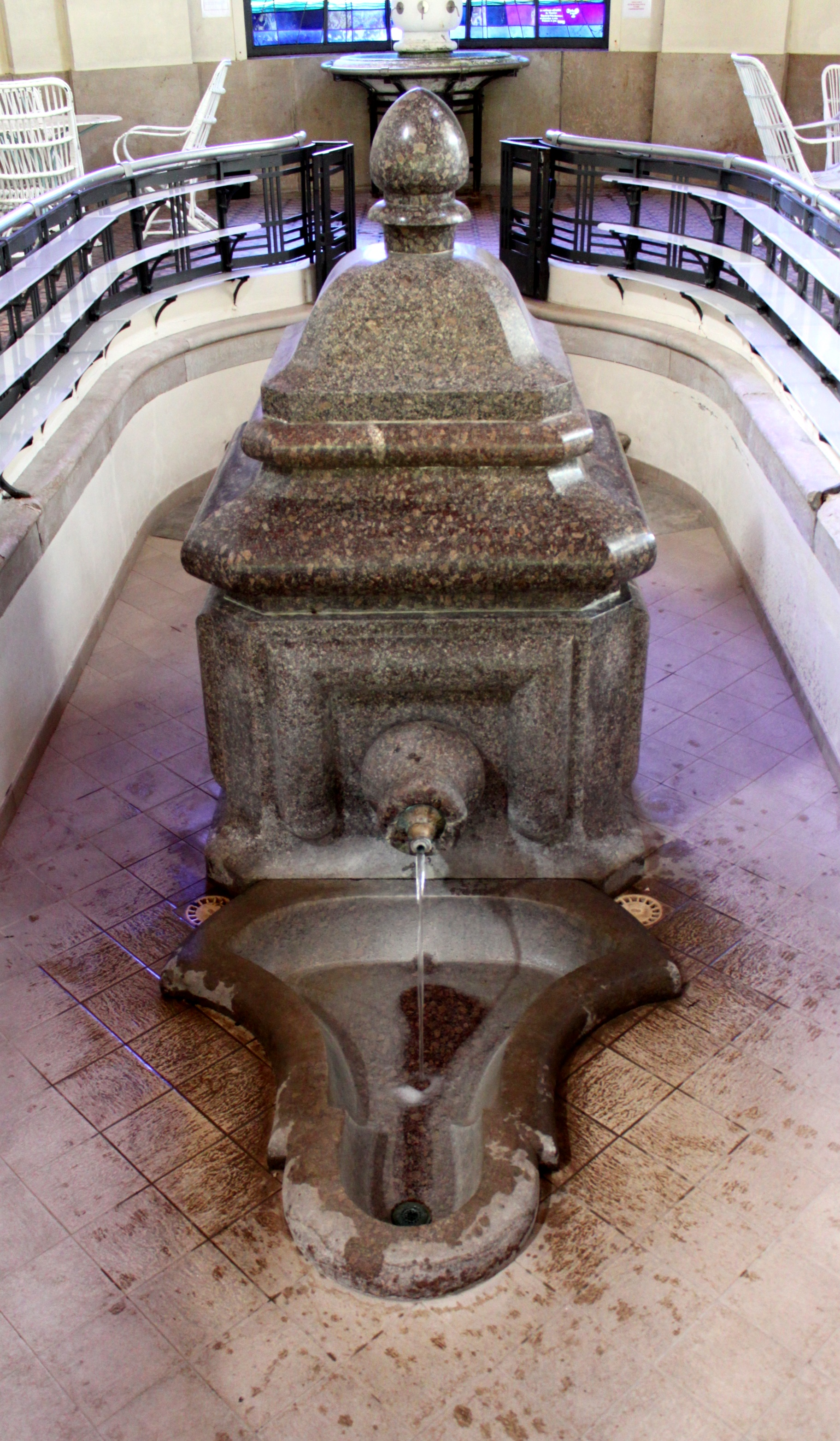
Source Hépar.
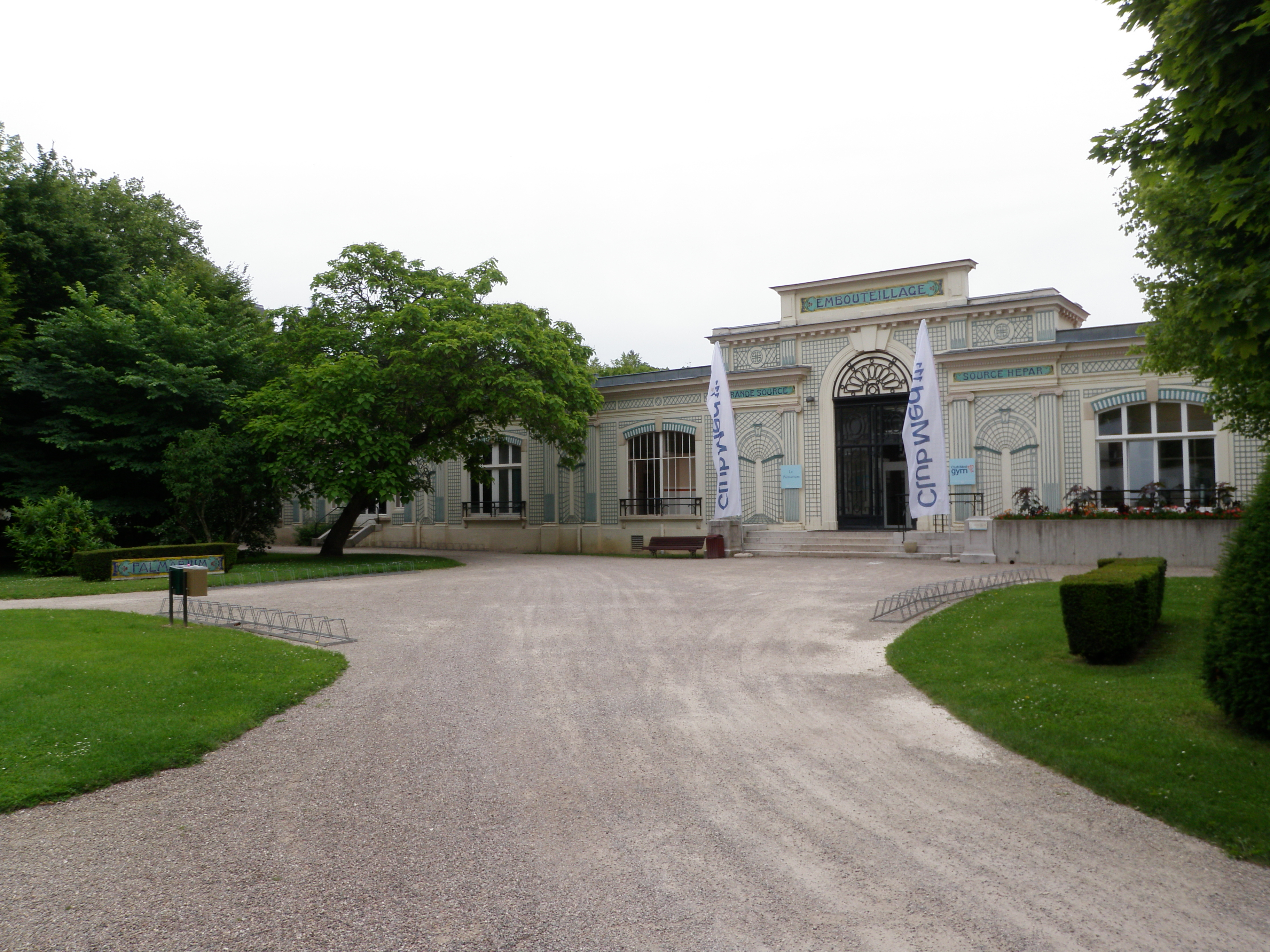
Palmarium.

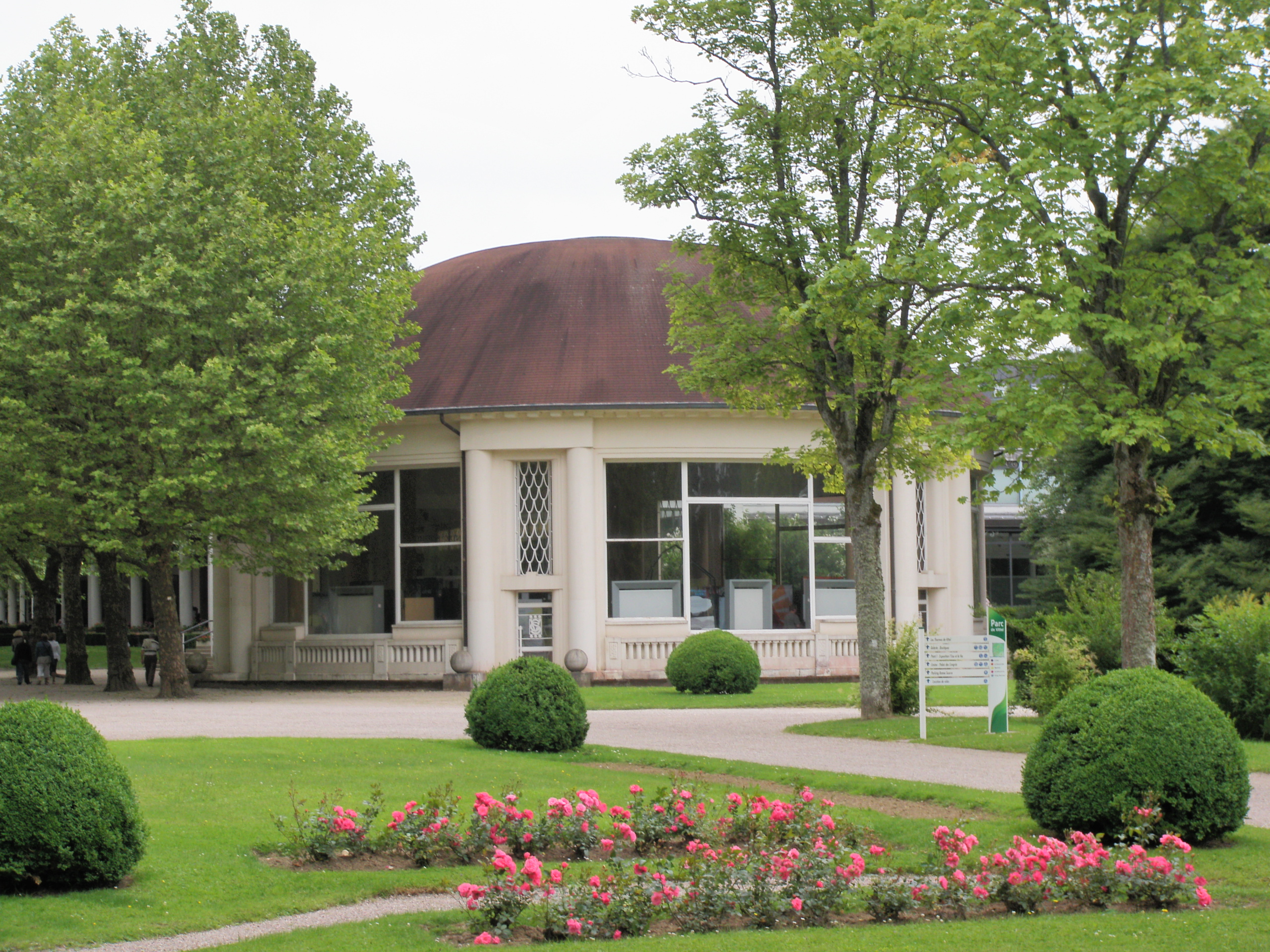
Pavillon de la Grande Source.
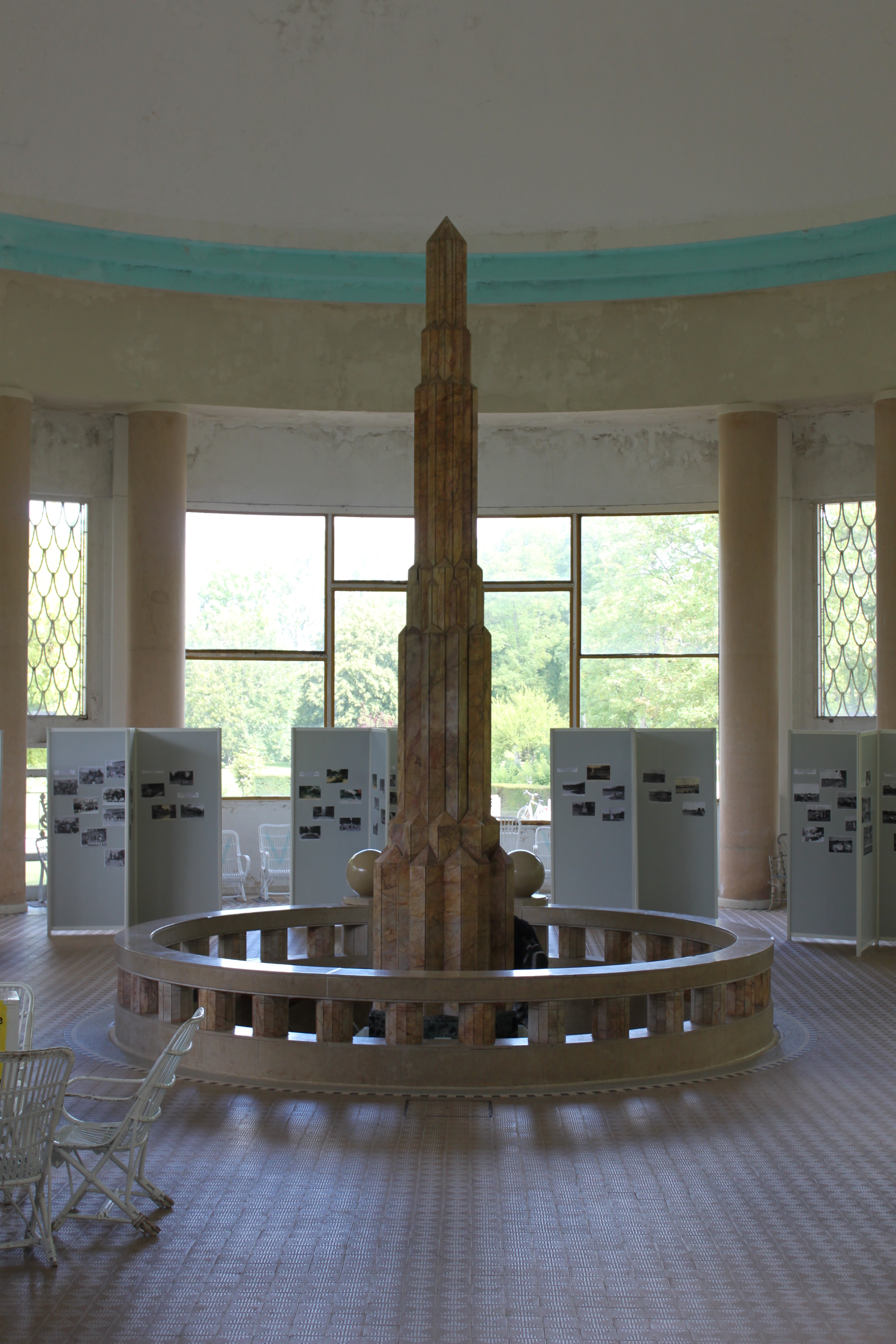
Grande Source.
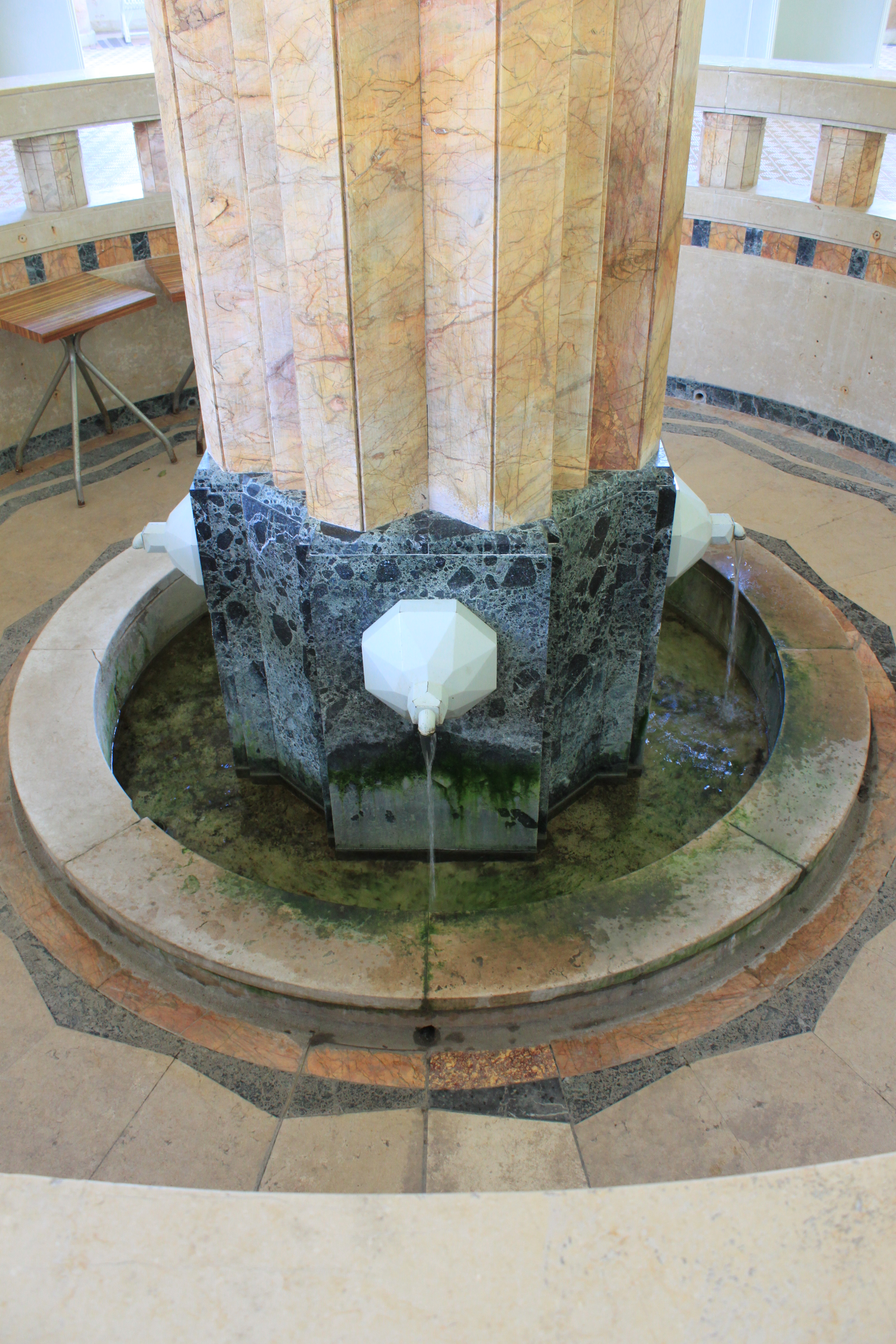
Grande Source.

Le Parc thermal abrite non seulement les thermes mais également un ensemble de petits éléments et d'édicules dessinés par l'architecte Fernand César pour la Société générale des eaux minérales de Vittel au début du XXe siècle qui sont tous inscrits au titre des monuments historiques par arrêté du 22 novembre 1990 :
- le Grand escalier (1902),
- le Tea-Room ou rotonde (1912),
- le pavillon Heudebert (1923) construit pour la vente de produits de régime dont les biscuits Heudebert,
- le chalet d'Aisance (1923) avec des carreaux de faïence montrant des oiseaux lacustres,
- le chalet des Ânes (1923),
- le chalet des Enfants (1925),
- le pavillon des Jouets (1925) avec son décor en panneaux de céramique,
- le pavillon Émeraude (1925) avec son lanterneau en forme de casque turco-persan,
- des lampadaires de style Art déco (1928),
- l'exèdre à musique (1935).

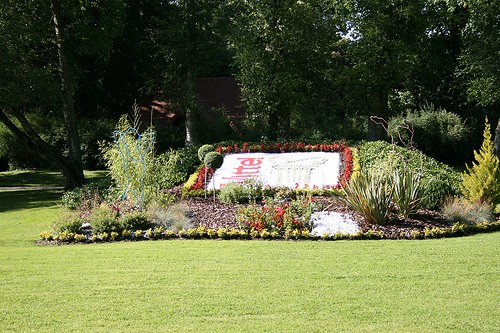
Parc thermal (juillet 2008).
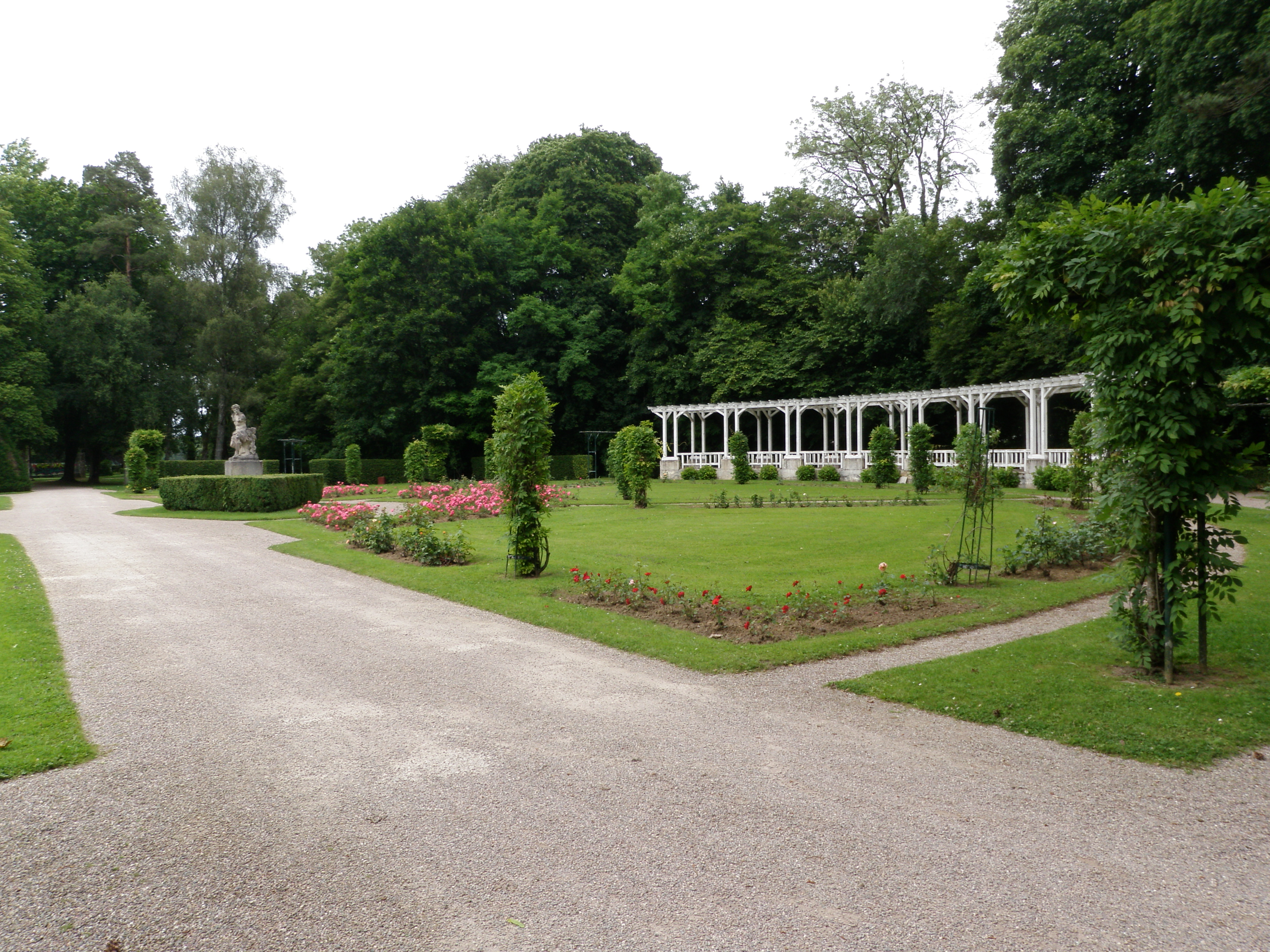
Roseraie du parc thermal.
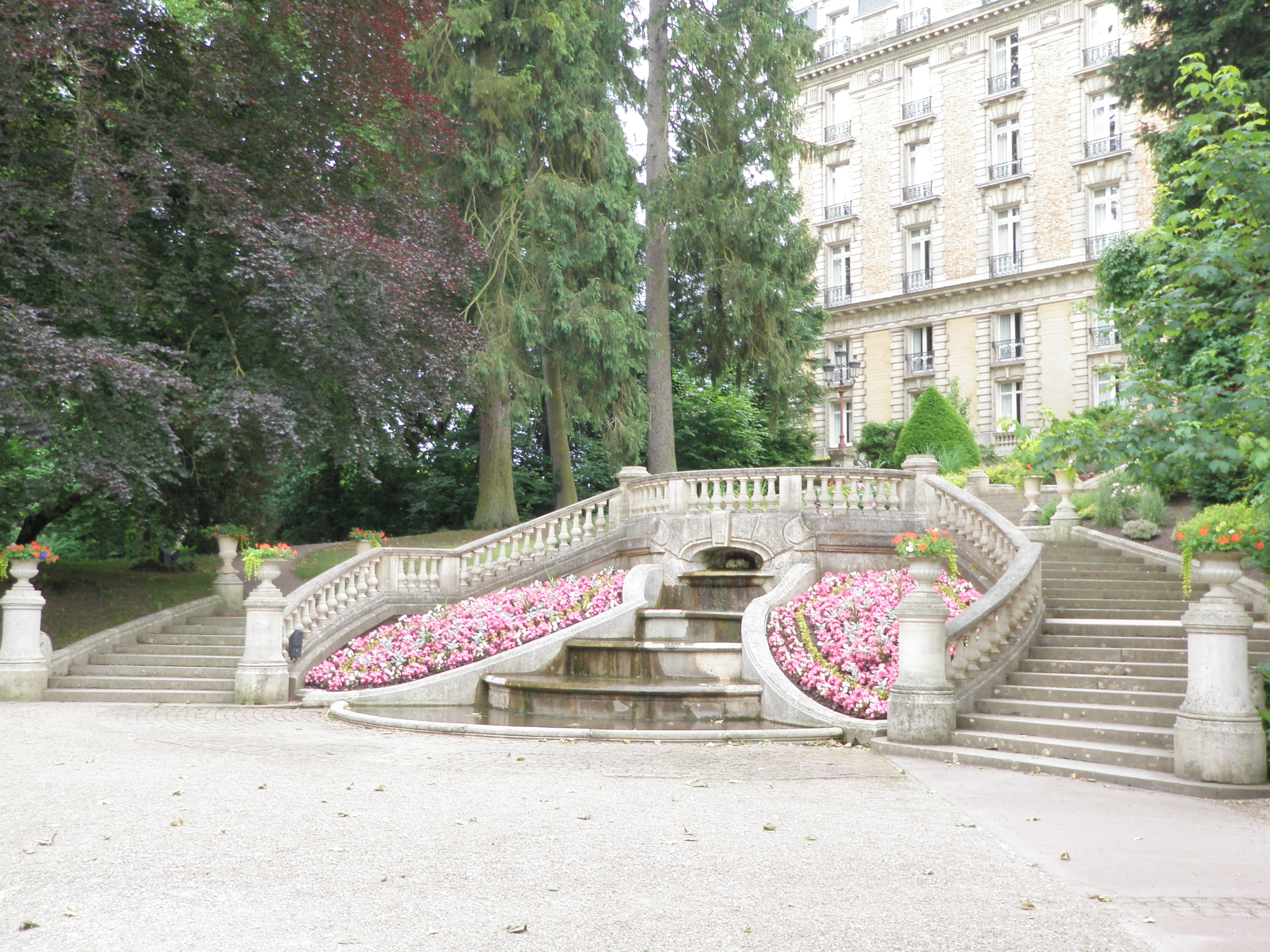
Grand escalier.
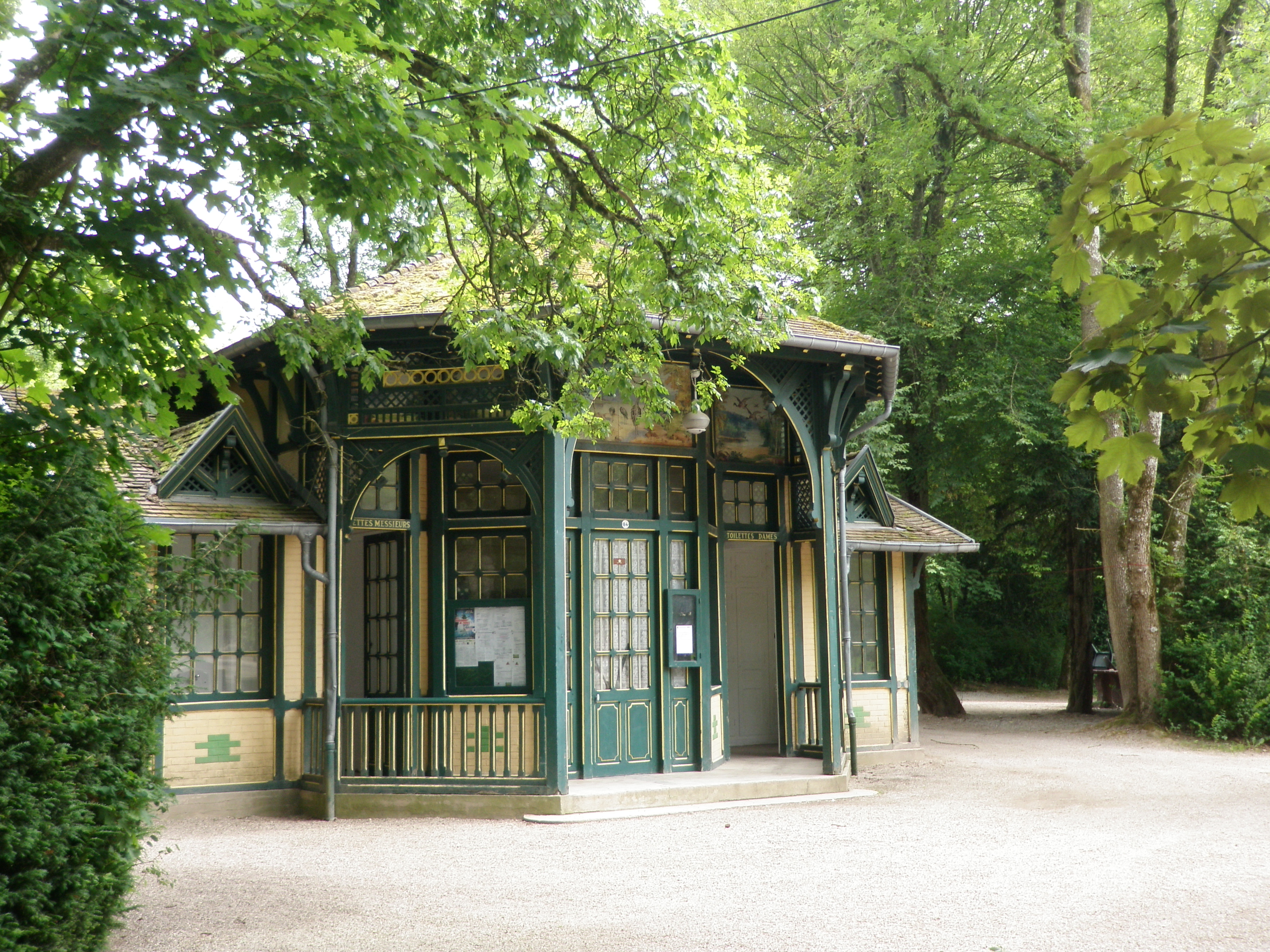
Chalet d'Aisance.

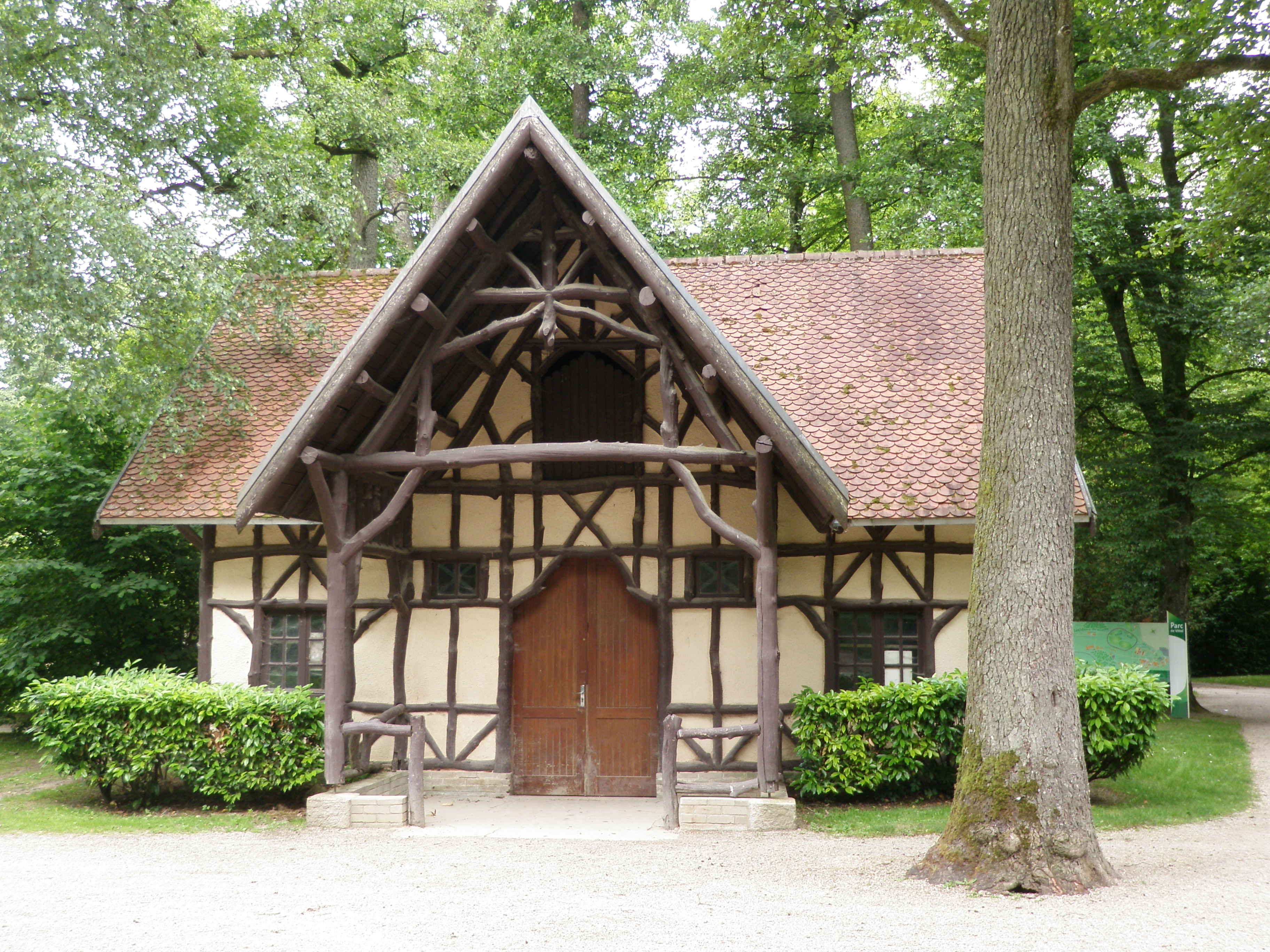
Chalet des Ânes.
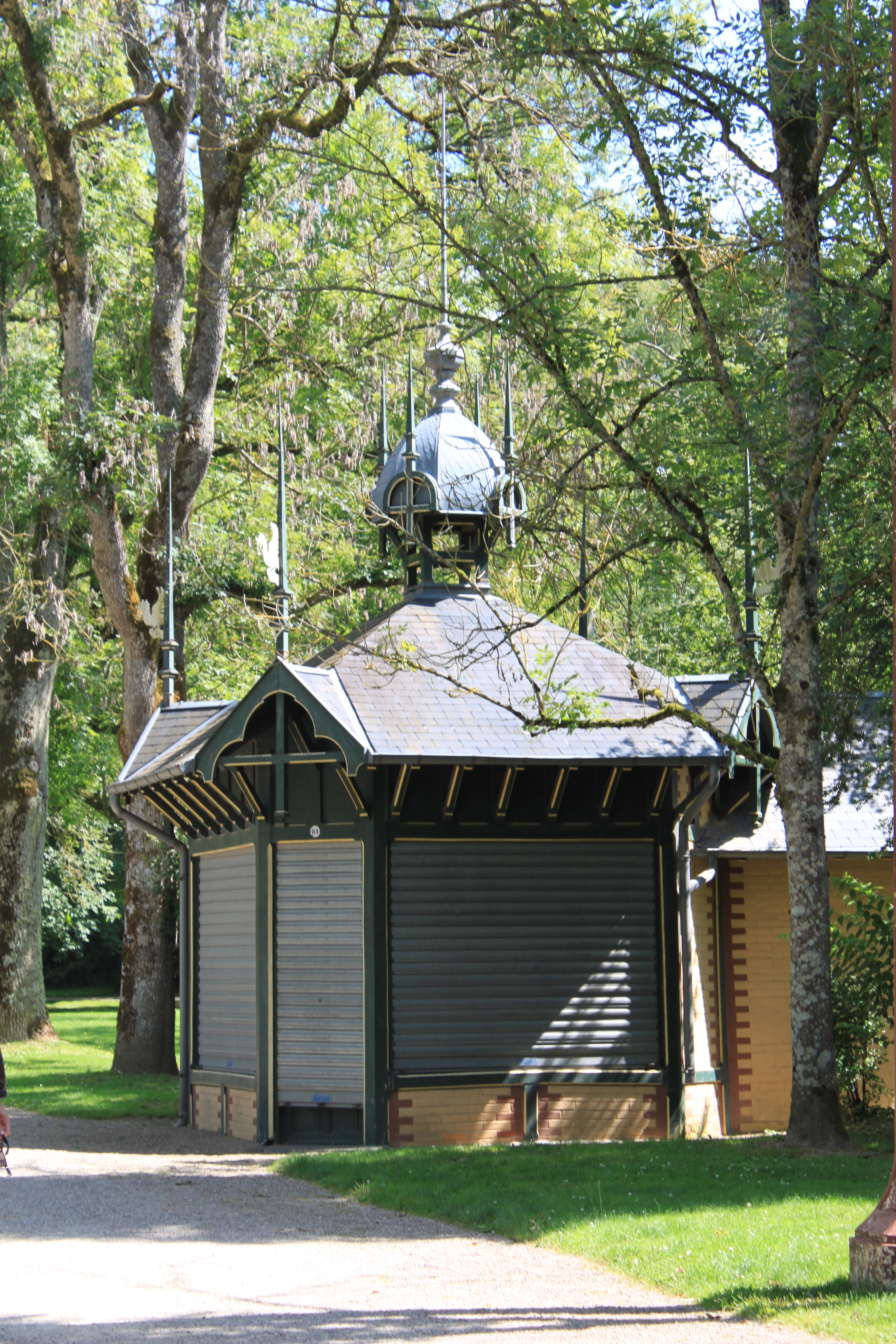
Pavillon Émeraude.
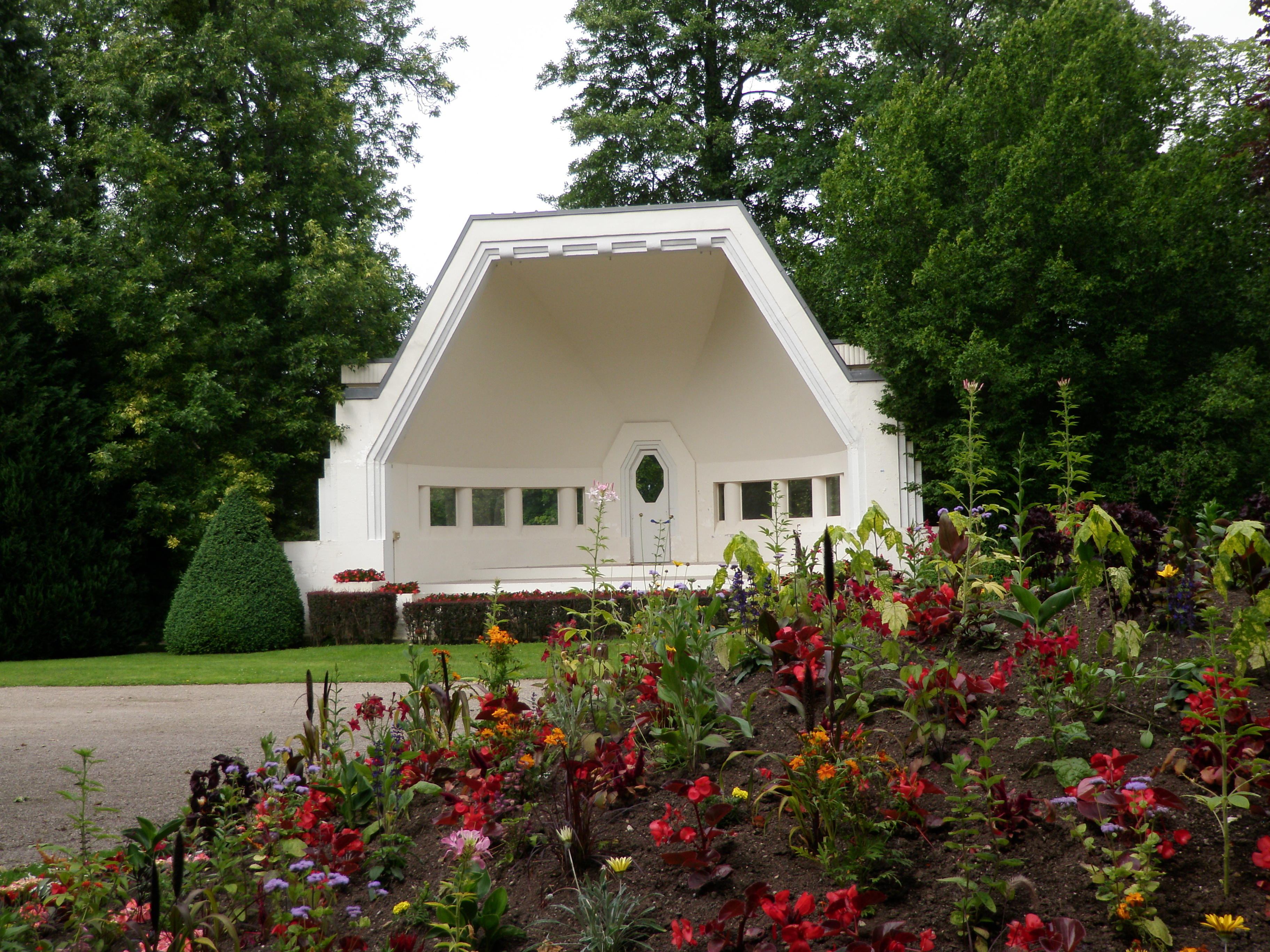
Exèdre à musique.

Les infrastructures sportives des thermes ont été créées pour la station thermale dans la première moitié du XXe siècle. Elles comprennent des constructions des architectes Fernand César et André Colin : le champ de courses avec la tribune (1904), le pavillon de lawn-tennis (1911), le chalet PMU (1923), l'institut d'éducation physique (1926) avec ses deux pavillons d'escrime sous hangar, le pavillon des cadets (1930) et le pavillon de pesage de (1935). Cet ensemble d'infrastructures sportives est inscrit au titre des monuments historiques par arrêté du 22 novembre 1990.

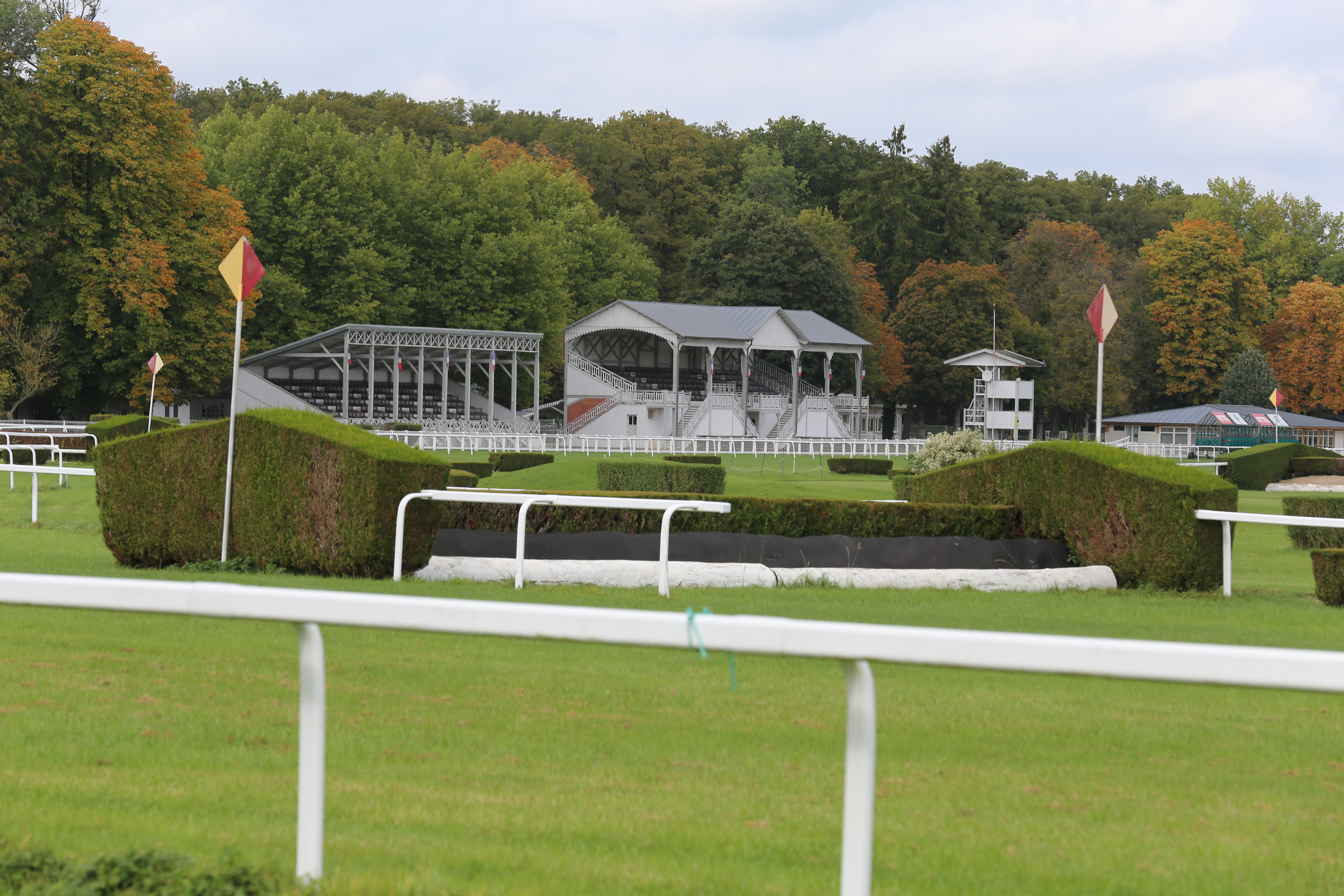
Hippodrome.

L'ensemble hôtelier thermal regroupe trois édifices représentatifs de l'hôtellerie de la station thermale : l'hôtel Vittel-Palace (construit par Fernand Nachon en 1900, agrandi par Fernand César de 1932 à 1934) qui possède une coupole vitrée avec des motifs géométriques par le maître-verrier nancéien André Lemoine, le Grand-Hôtel (édifié par Georges Walwein de 1912 à 1920), et l'hôtel Ermitage (construit par Fernand César en 1929). L'ensemble est inscrit au titre des monuments historiques par arrêté du 22 novembre 1990.

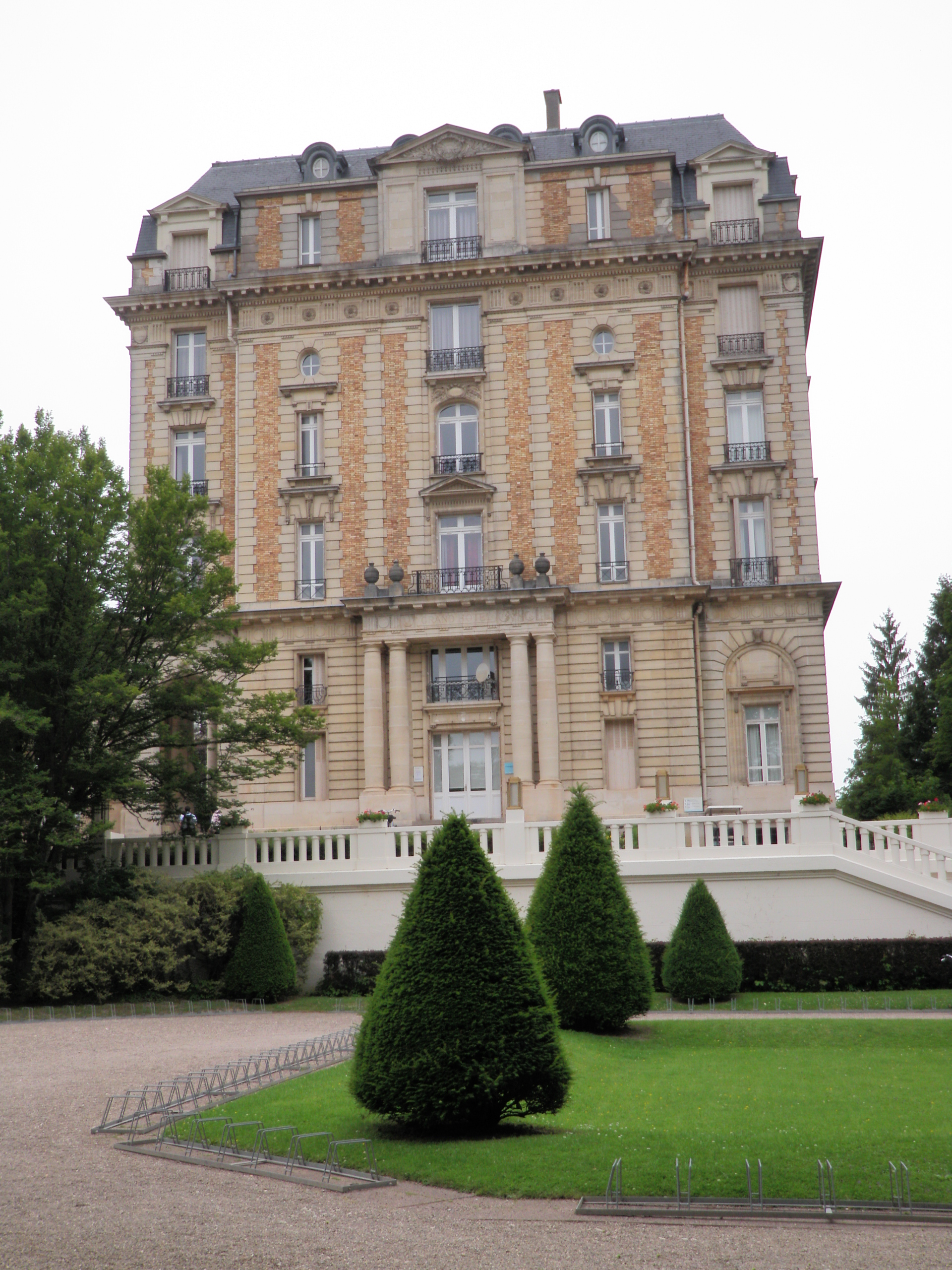
Grand Hôtel.
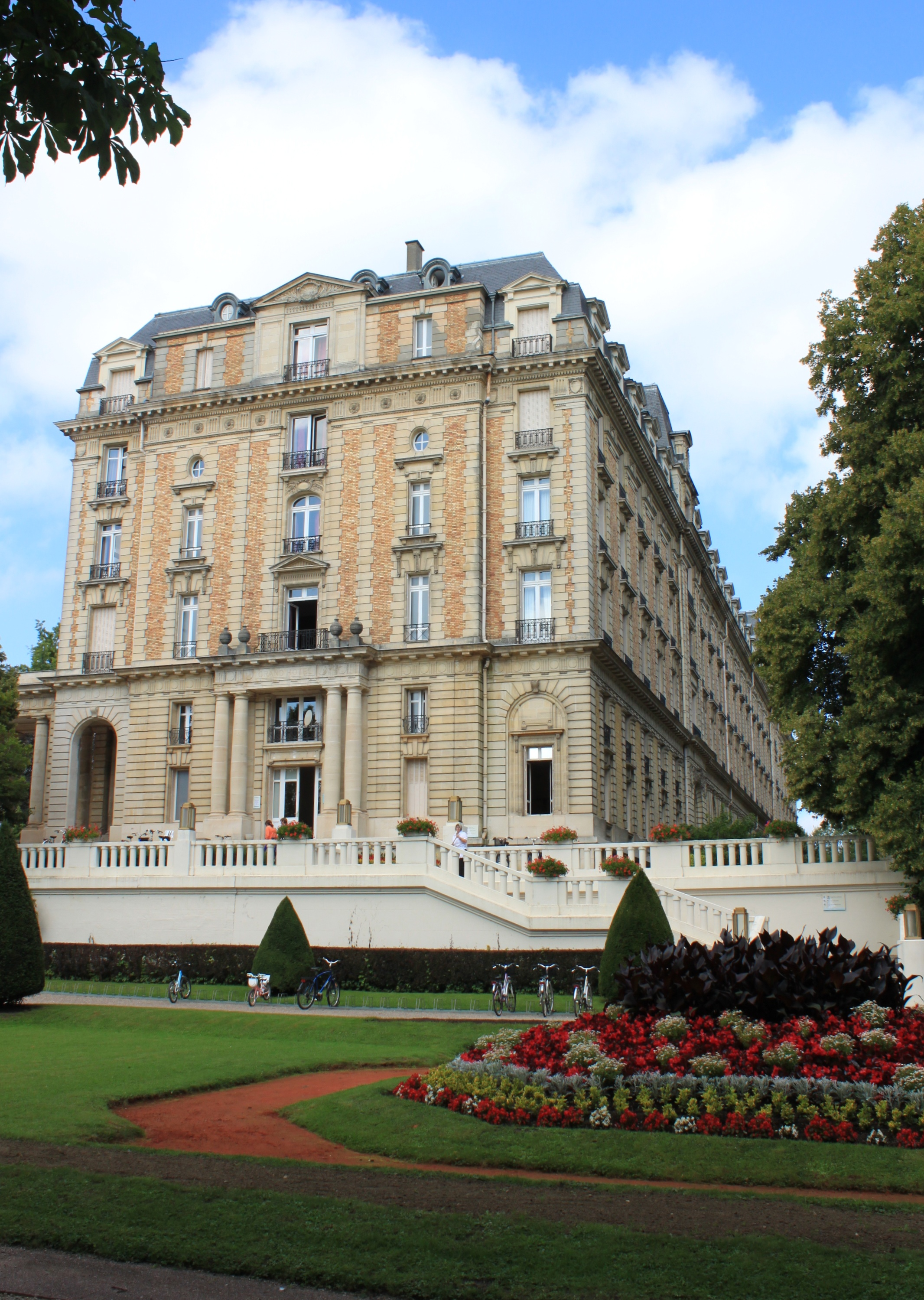
Grand Hôtel.
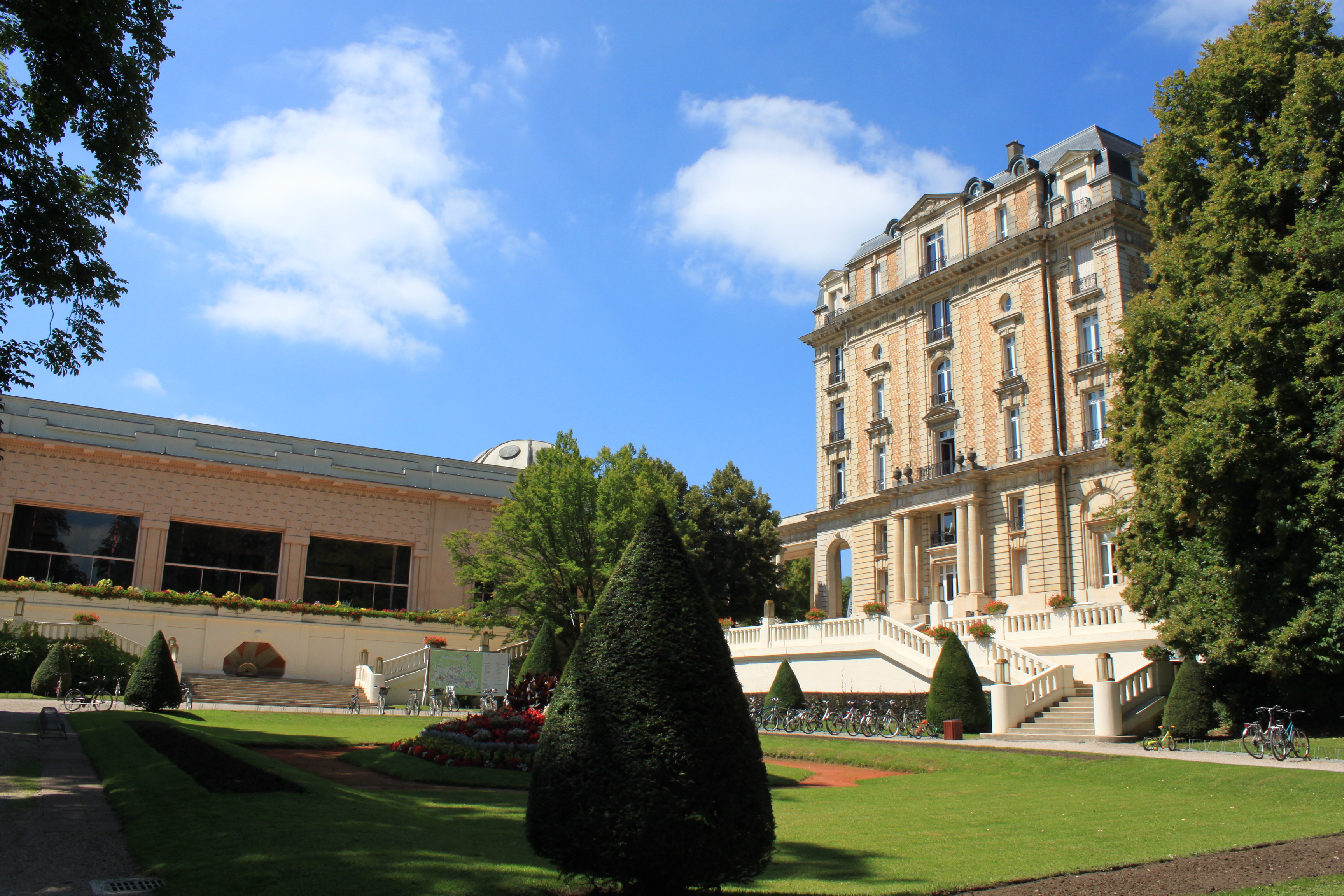
Grand Hôtel.
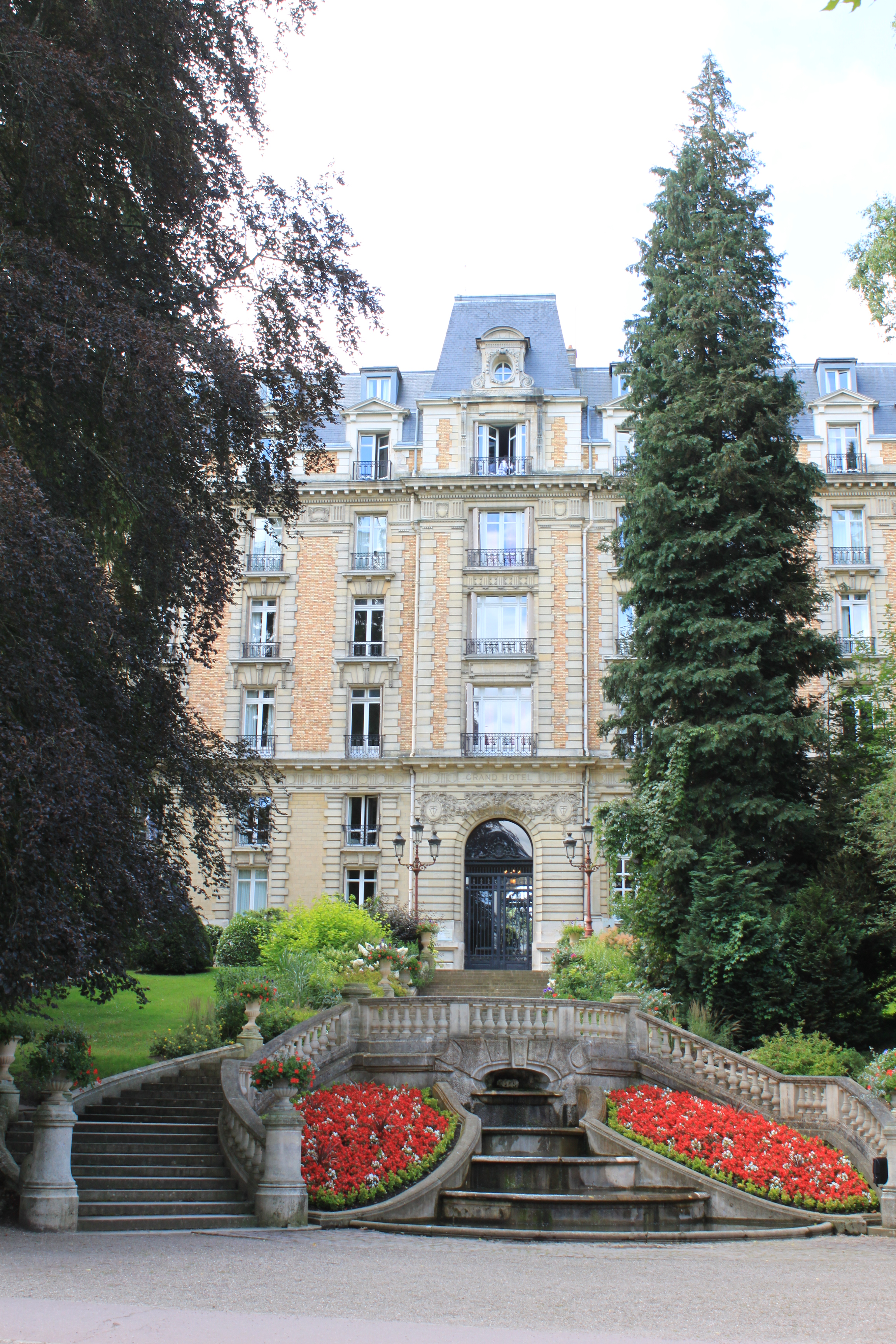
Grand Hôtel (avec le grand escalier).

Un ensemble de plusieurs villas : la villa Nino (1886-1887 par Charles Garnier pour son fils Christian Garnier), la villa Saint-Pierre (ancienne villa Debrousse de 1893 par Charles Garnier pour Pierre Bouloumié), la villa Minima qui est une extension de la villa Nino (1905) et les villas jumelles Sainte-Marie et Saint-Louis (1912 par André Colin). Cet ensemble est inscrit au titre des monuments historiques par arrêté du 22 novembre 1990.

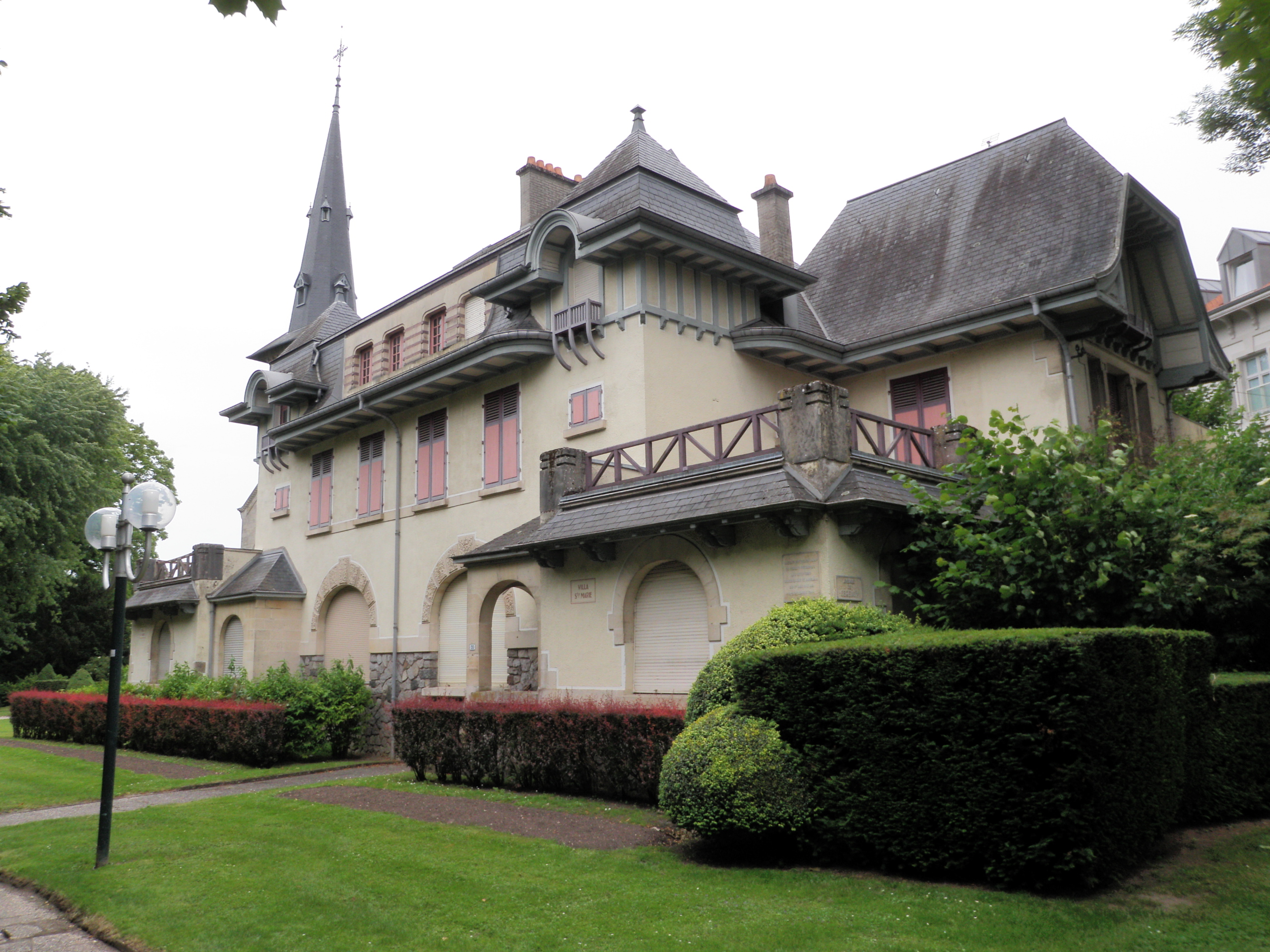
Villa Sainte-Marie.
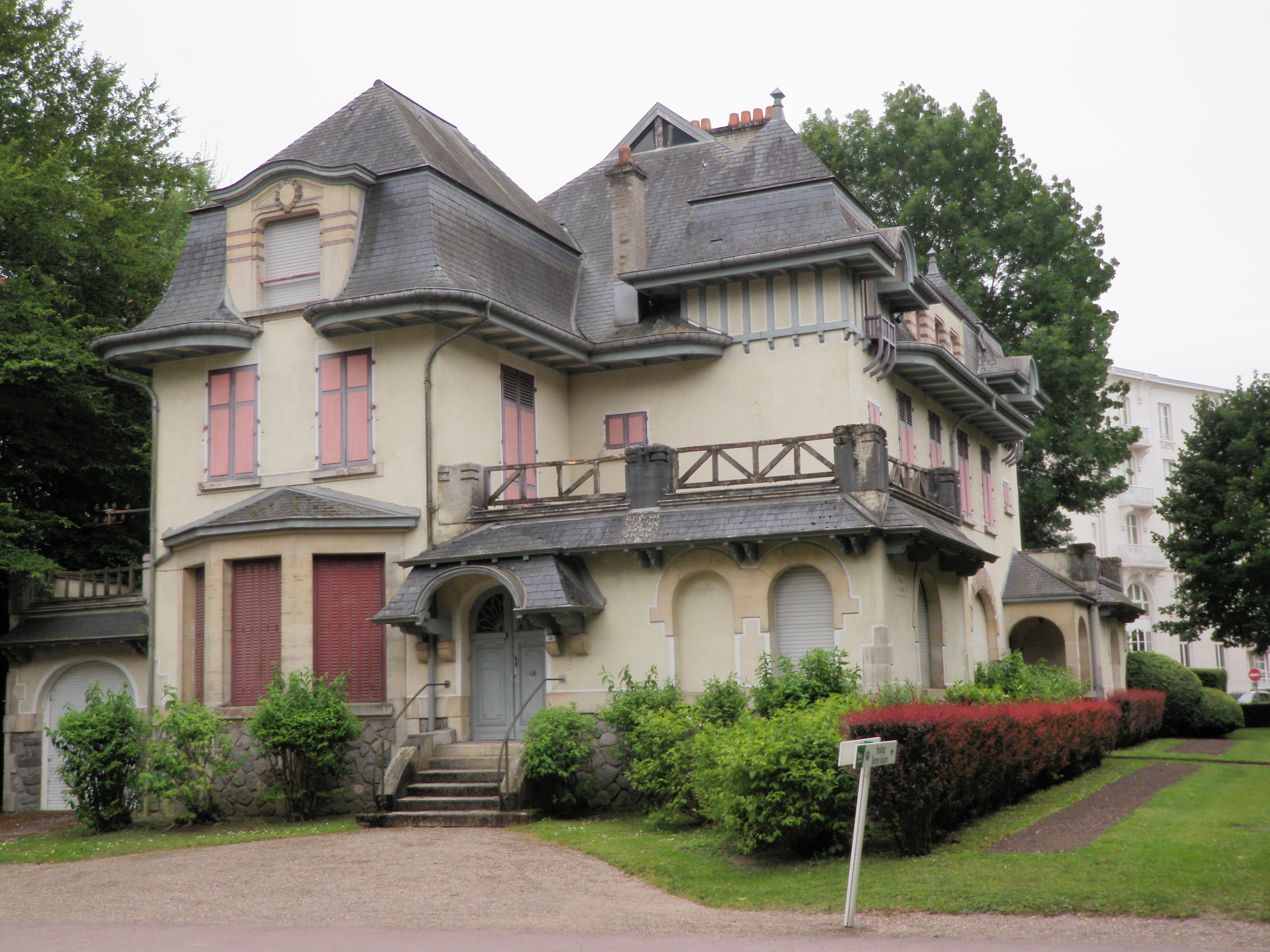
Villa Saint-Louis.

Le casino de Vittel, créé en 1882 dans le parc thermal, a été reconstruit par Auguste Bluysen en 1929-1930. Il conserve les murs de l'ancien théâtre du casino construit par Fernand Nachon en 1908 et incendié en 1920. Les fontaines et luminaires datent de 1934 et 1937. Le casino été réhabilité dans un décor plus contemporain en 2009. On peut y jouer aux machines à sous, au jackpot, au black jack, à la roulette anglaise et au Texas hold’em poker. Le casino, ainsi que les terrasses avec la fontaine et les luminaires, sont inscrits au titre des monuments historiques par arrêté du 22 novembre 1990.

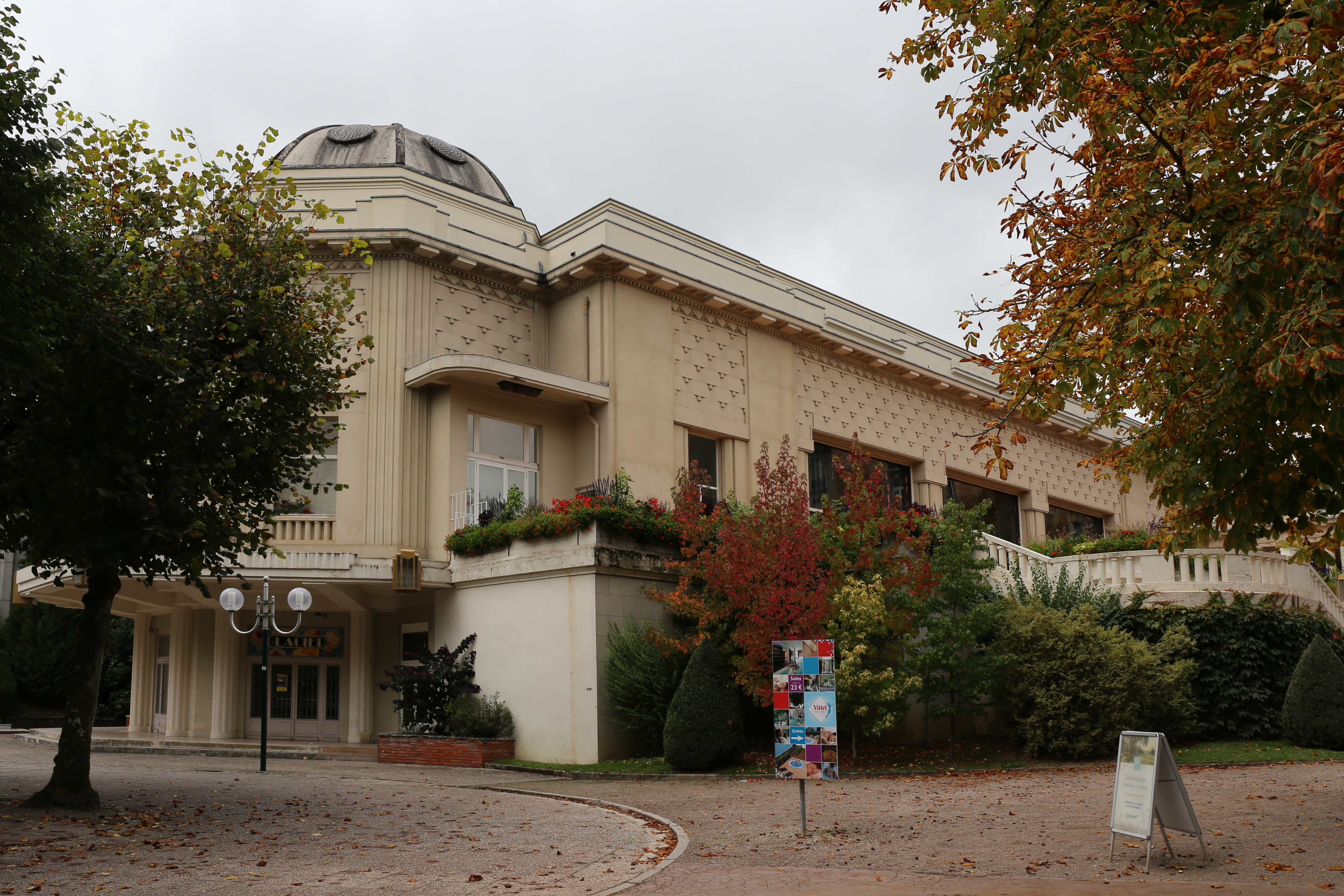
Casino.
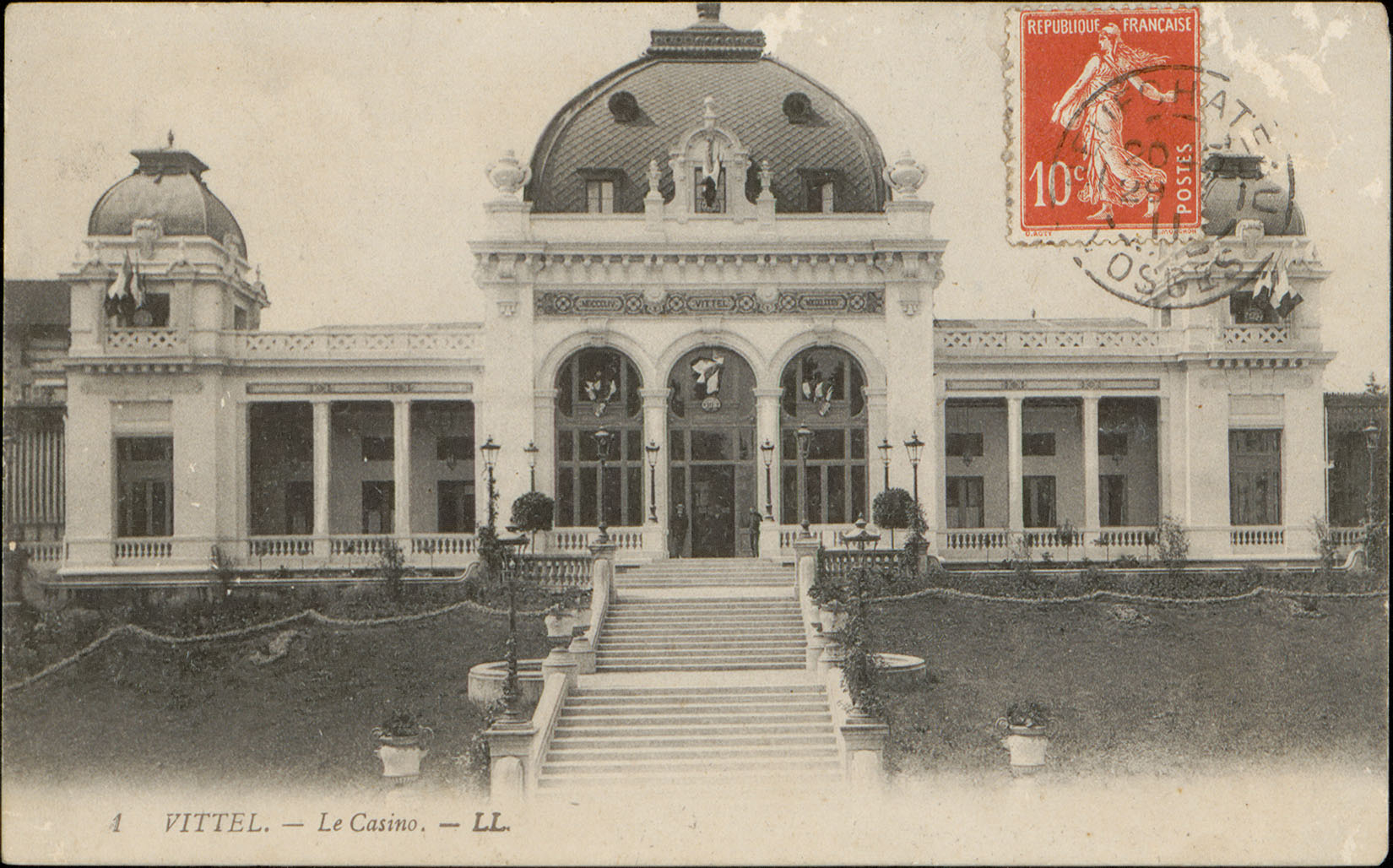
Casino à la fin du xixe siècle, dessiné par Charles Garnier.

La gare de Vittel a été construite en 1926 par la compagnie des chemins de fer de l'Est pour remplacer le bâtiment originel de 1881 construit lors de l'ouverture de la ligne de Merrey à Hymont - Mattaincourt. De style néoclassique pour l'extérieur, elle possède un grand porche d'entrée à colonnes doriques avec deux ailes de part et d'autre de celui-ci. À l'intérieur, le mobilier est de style Art déco avec notamment un sol carrelé imitant celui d'un établissement de bains. L'édifice est inscrit au titre des monuments historiques depuis l'arrêté du 22 novembre 1990.

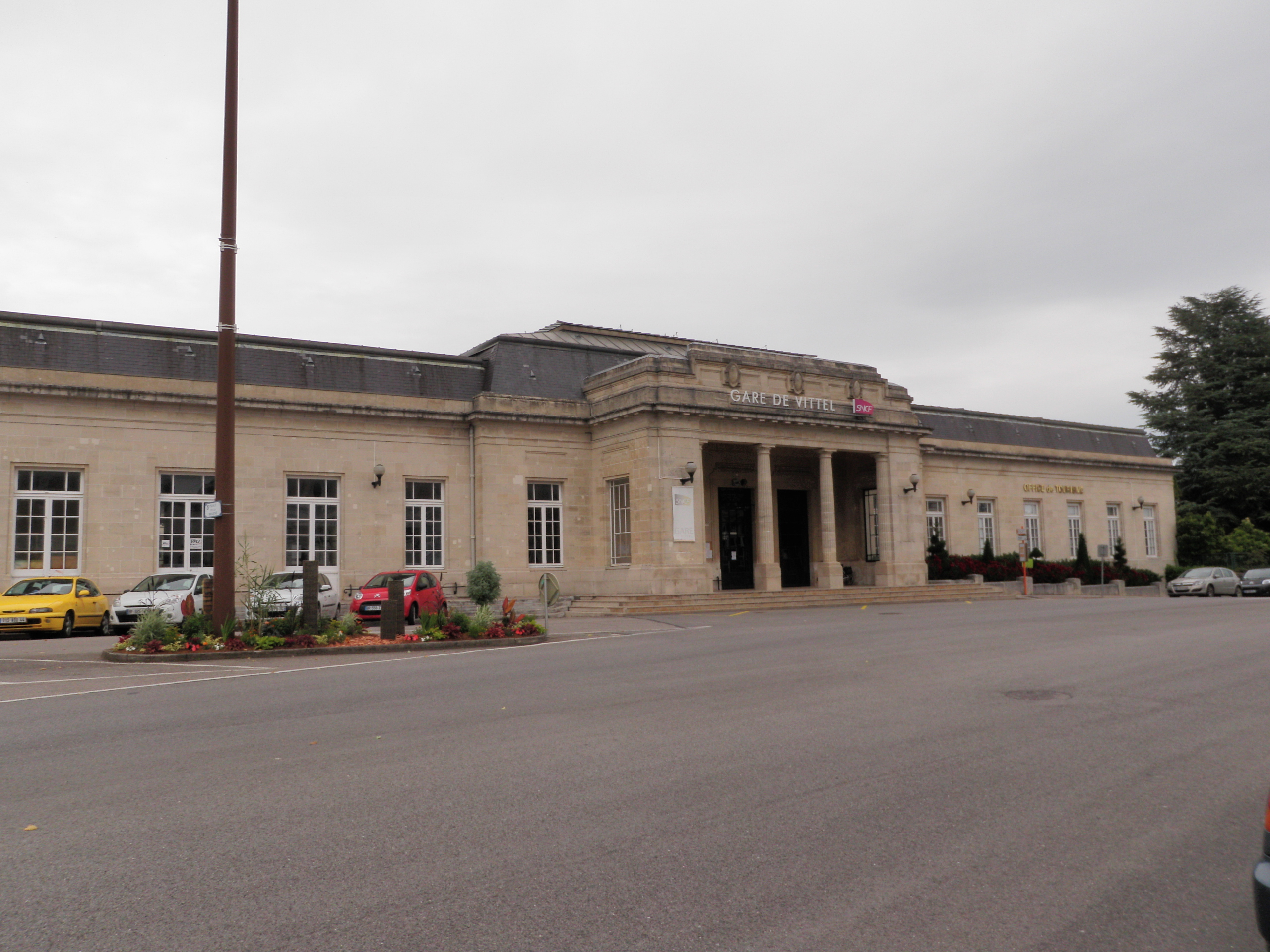
Gare (façade principale).
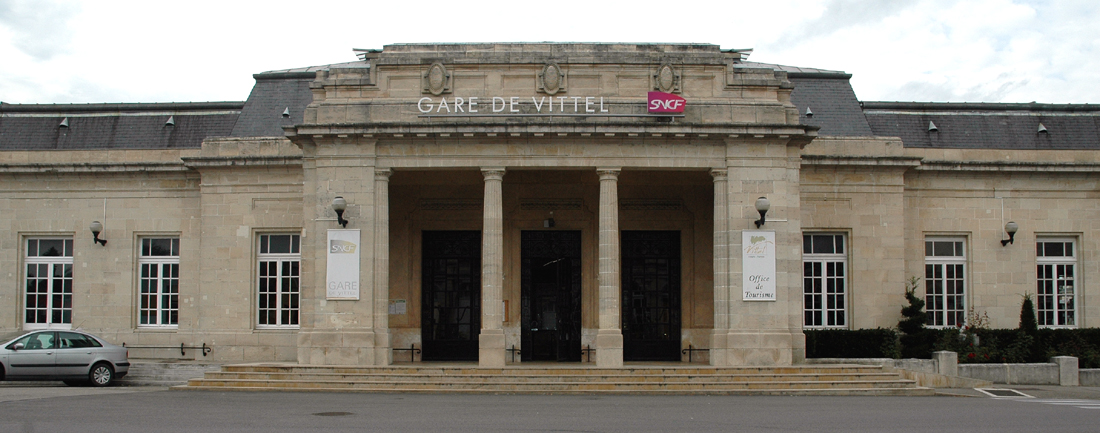
Gare (entrée).
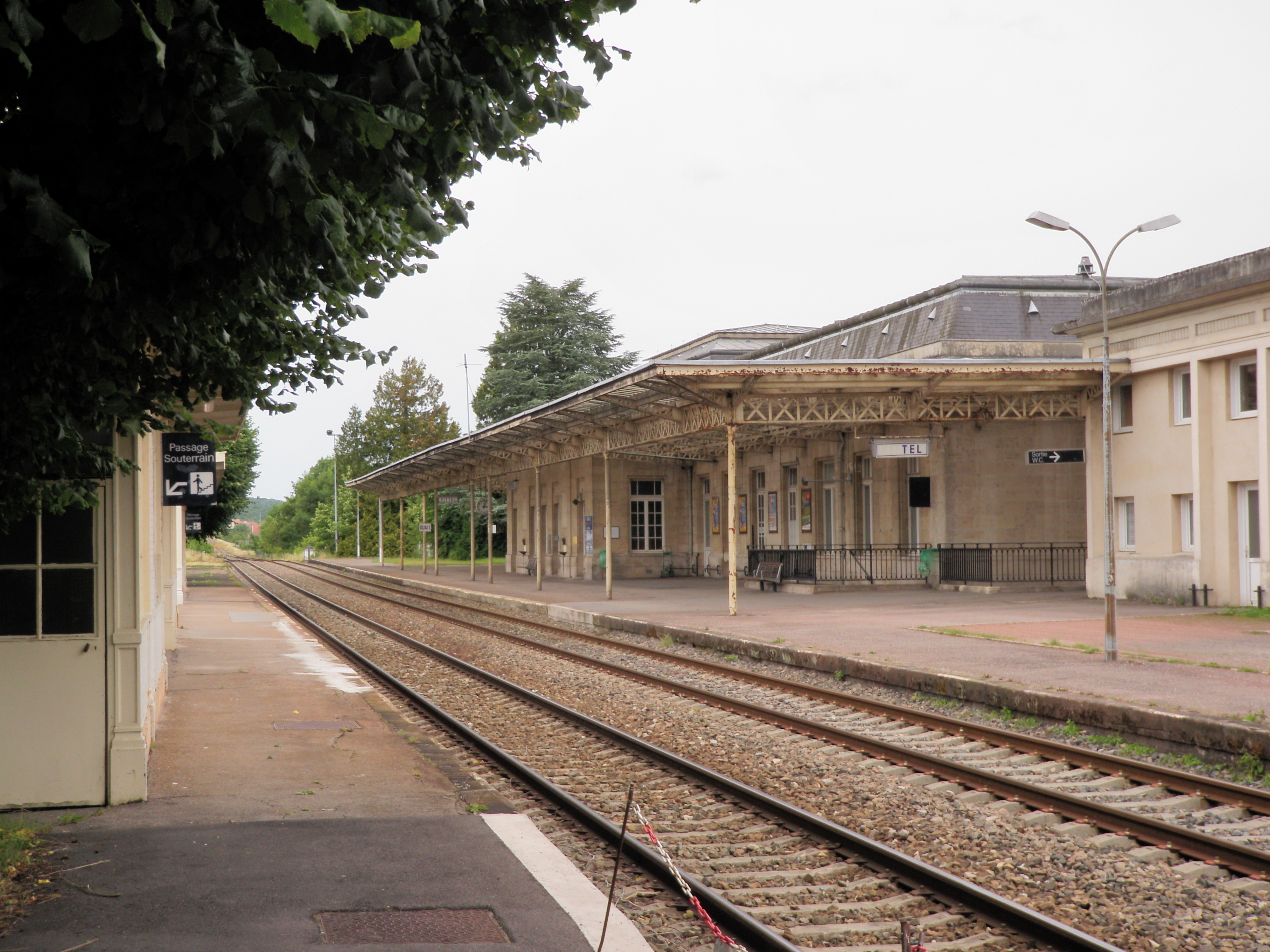
Gare (façade arrière sur les quais).
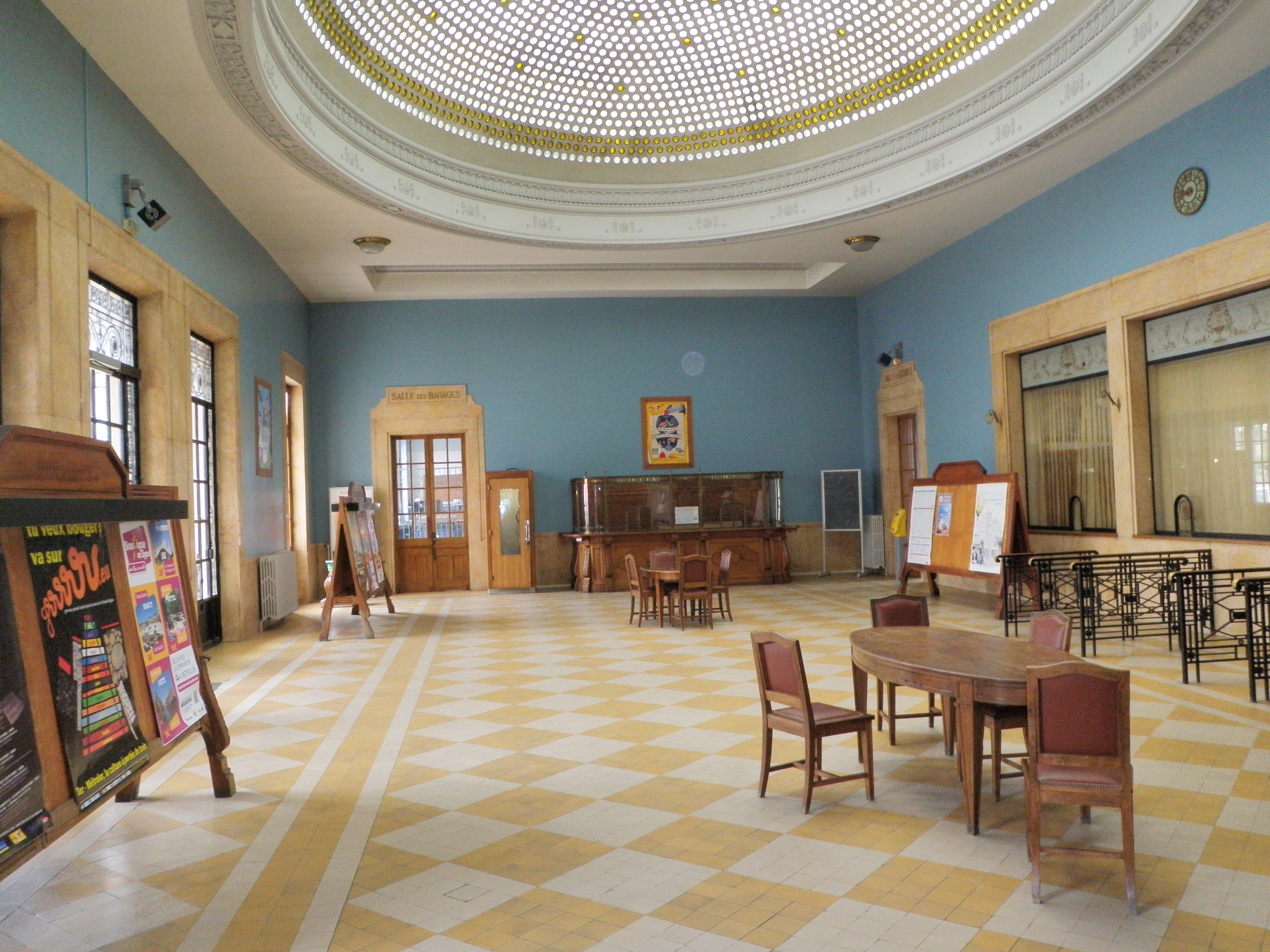
Gare (détail du hall d'entrée).